# Unitate (Star Trek: Voyager)
„Unitate” (titlu original: „Unity”) este al 17-lea episod din al treilea sezon al serialului TV american științifico-fantastic Star Trek: Voyager și al 59-lea în total. A avut premiera la 12 februarie 1997 pe canalul UPN.

## Prezentare
Chakotay răspunde unui apel SOS venit de pe o planetă, unde se vede prins în mijlocul unui schimb de focuri între două grupuri, în timp ce echipajul de pe Voyager descoperă o navă Borg abandonată.